# Serrodes villosipeda
Serrodes villosipeda là một loài bướm đêm trong họ Erebidae.